# Víctor Valera

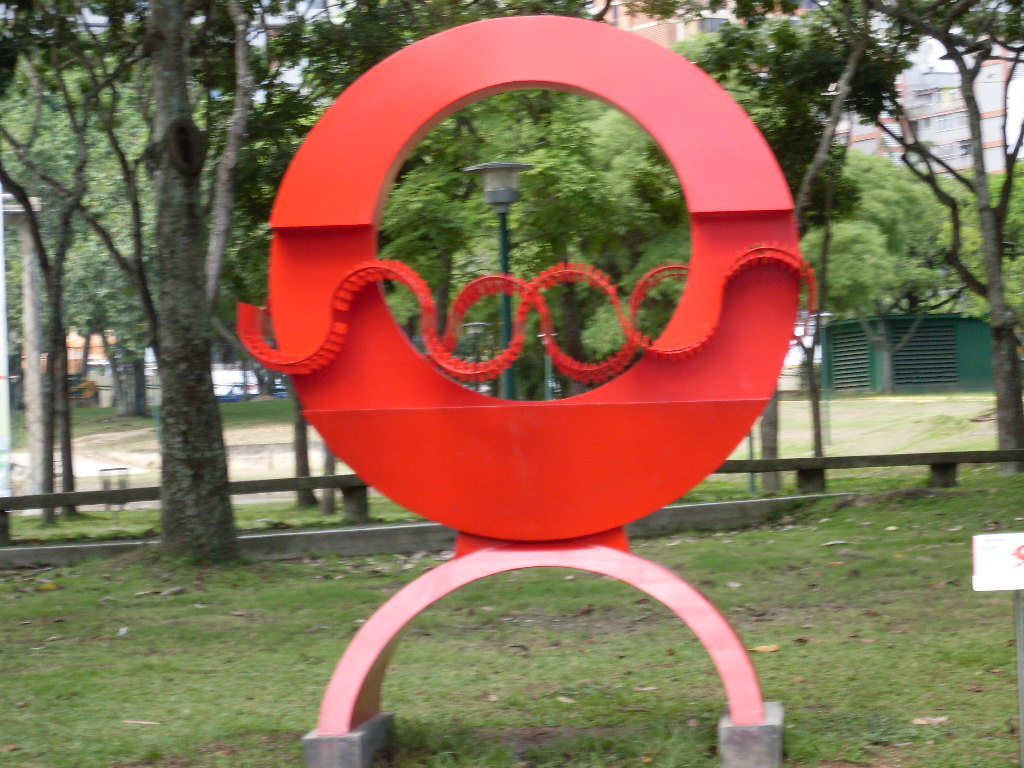
Víctor Valera: Ángel Rojo. 1981. Acero calibrado y pintado. Colección de la Galería de Arte Nacional, en exposición permanente en el Parque del Este

Víctor Valera (Maracaibo, Venezuela; 17 de febrero de 1927-Venezuela, 5 de marzo de 2013) fue un pintor, escultor y muralista venezolano, uno de los primeros escultores venezolanos que adoptó el hierro para su obra.
En 1941 inicia sus estudios en la Escuela de Artes Plásticas de Maracaibo. En 1945 se muda a Caracas en donde se inscribe en la Escuela de Artes Plásticas y Aplicadas, en donde estudia hasta 1950 cuando regresa a Maracaibo para trabajar en la Escuela de Artes Plásticas con Jesús Soto.
Como muchos artistas de su generación se muda a París en 1952, integrándose a los talleres de los artistas Jean Dewasne y Victor Vasarely, así como al de Fernand Léger.
Regresa a Venezuela en 1956 y Carlos Raúl Villanueva lo incorpora al Proyecto de Integración de las Artes de la Ciudad Universitaria de Caracas para la que crea varios murales. Muchos de los espacios de la Universidad Central de Venezuela cuentan con importantes murales de Valera.
En 1966 su obra formó parte de la representación venezolana en la Bienal de Venecia. En 1958 recibió el Premio Nacional de Escultura, en 2002 el doctorado honoris causa de la Universidad Católica Cecilio Acosta (Maracaibo) y en 2009 el de la Universidad Central de Venezuela.

## Galería

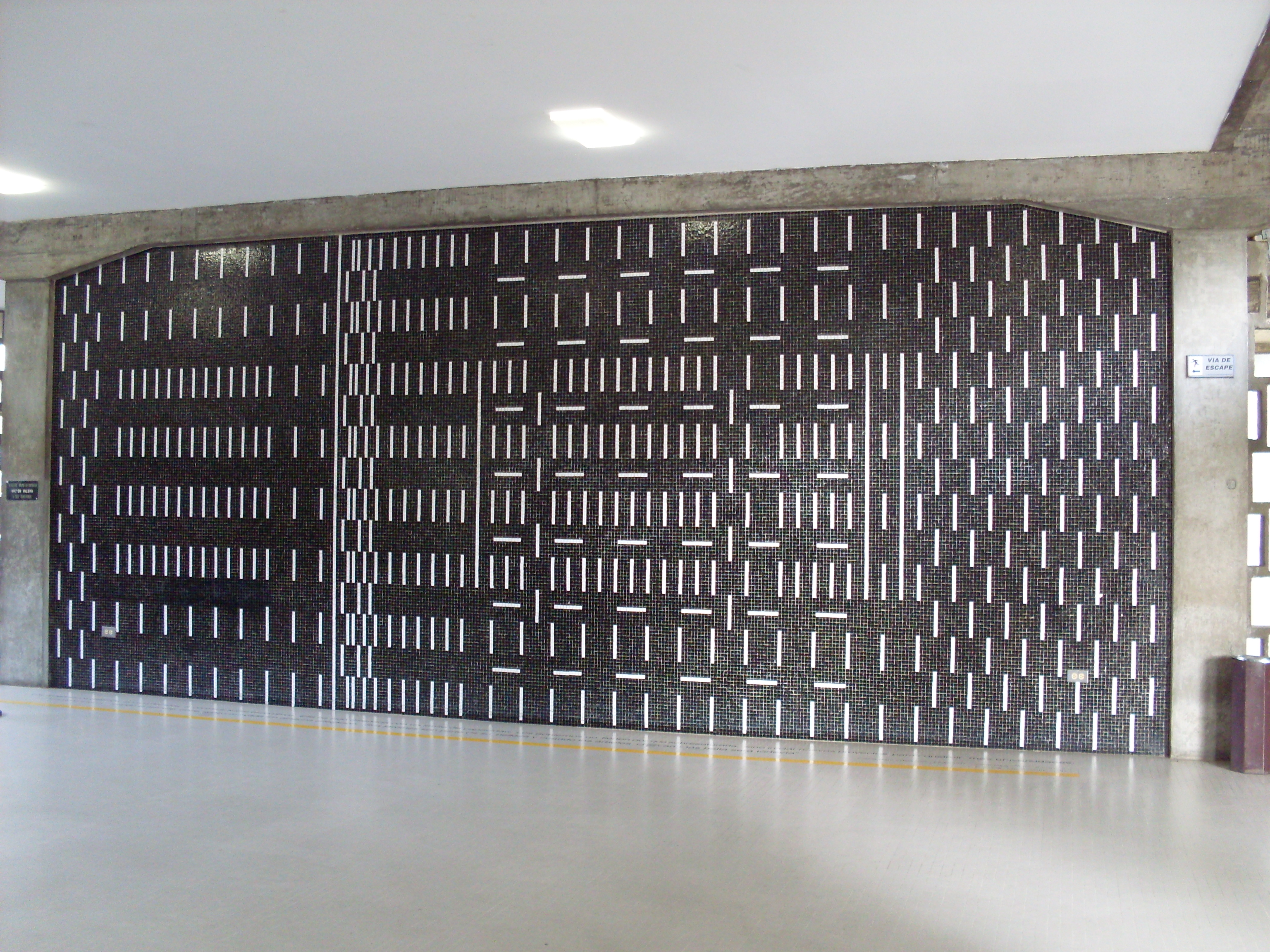
Mural de Víctor Valera Título: Negativo. Año: 1956. Ubicación: Entrada principal, pared oeste.
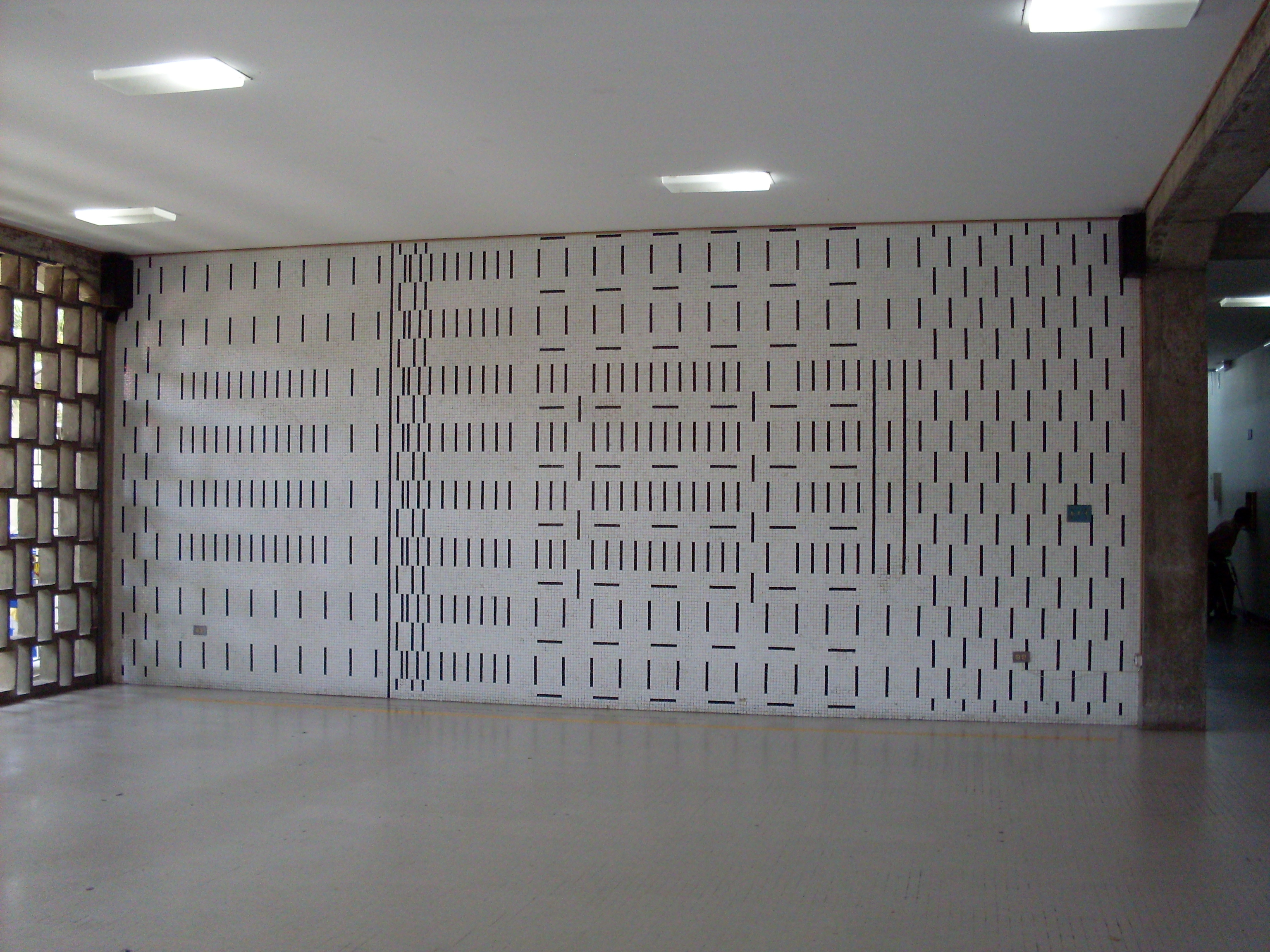
Mural de Víctor Valera Título: Positivo. Año: 1956. Ubicación: Entrada principal, pared este.
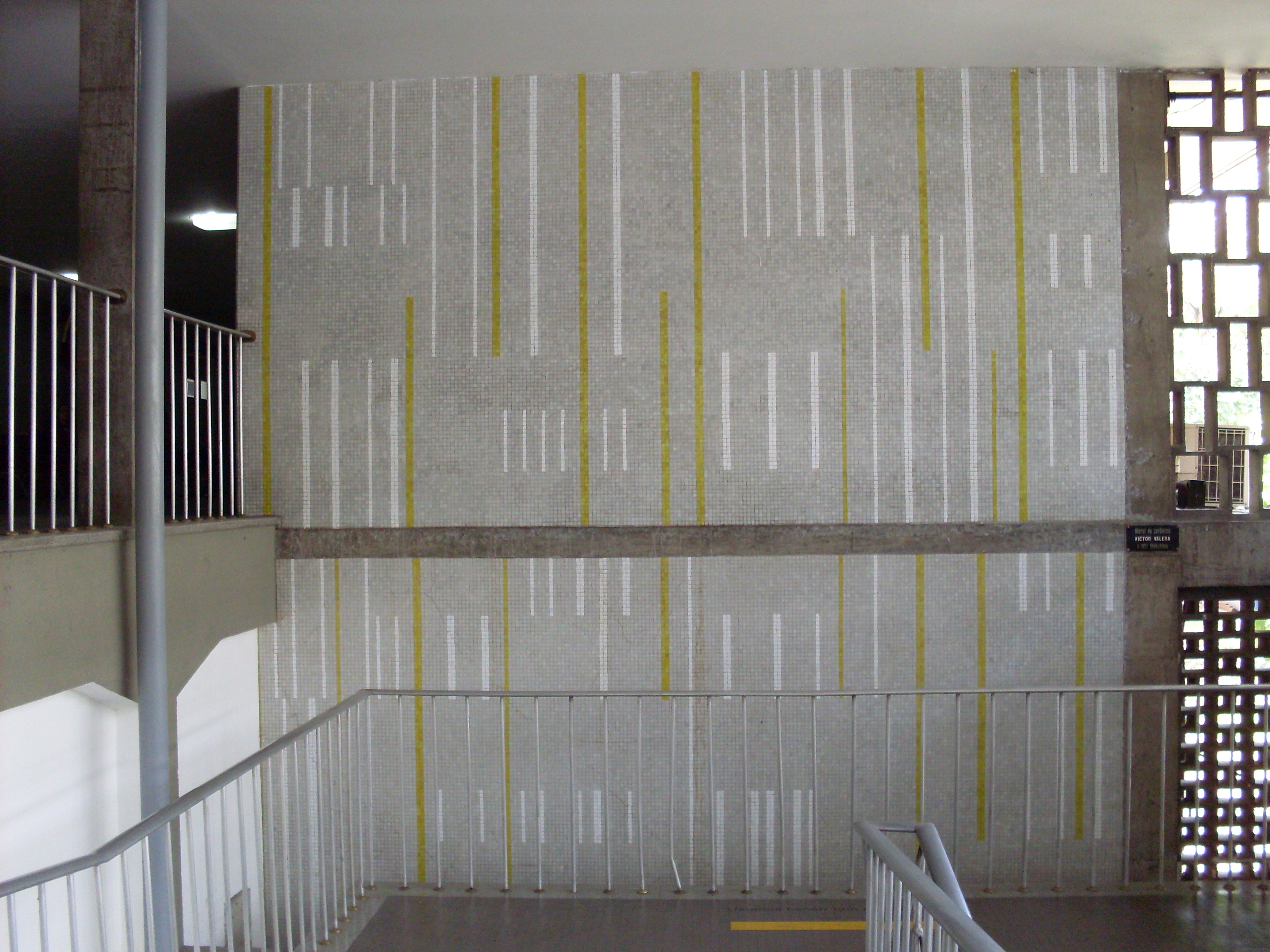
Mural de Víctor Valera Título: Sin título. Año: 1956. Ubicación: Rampa de acceso a la Escuela de Letras y Filosofía.
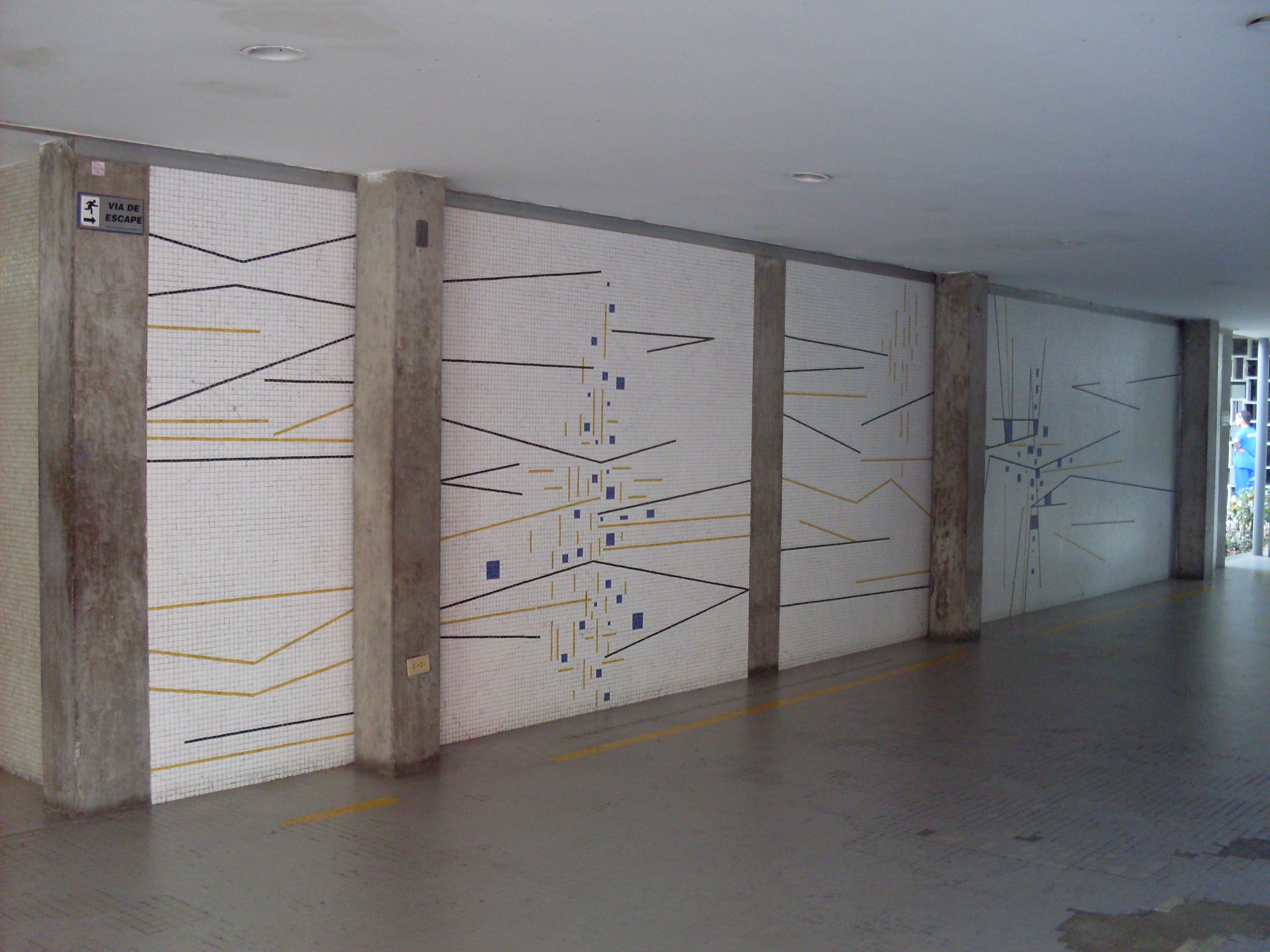
Mural de Víctor Valera Título: Sin título. Año: 1956. Ubicación: Entrada principal, frente al Auditorio.
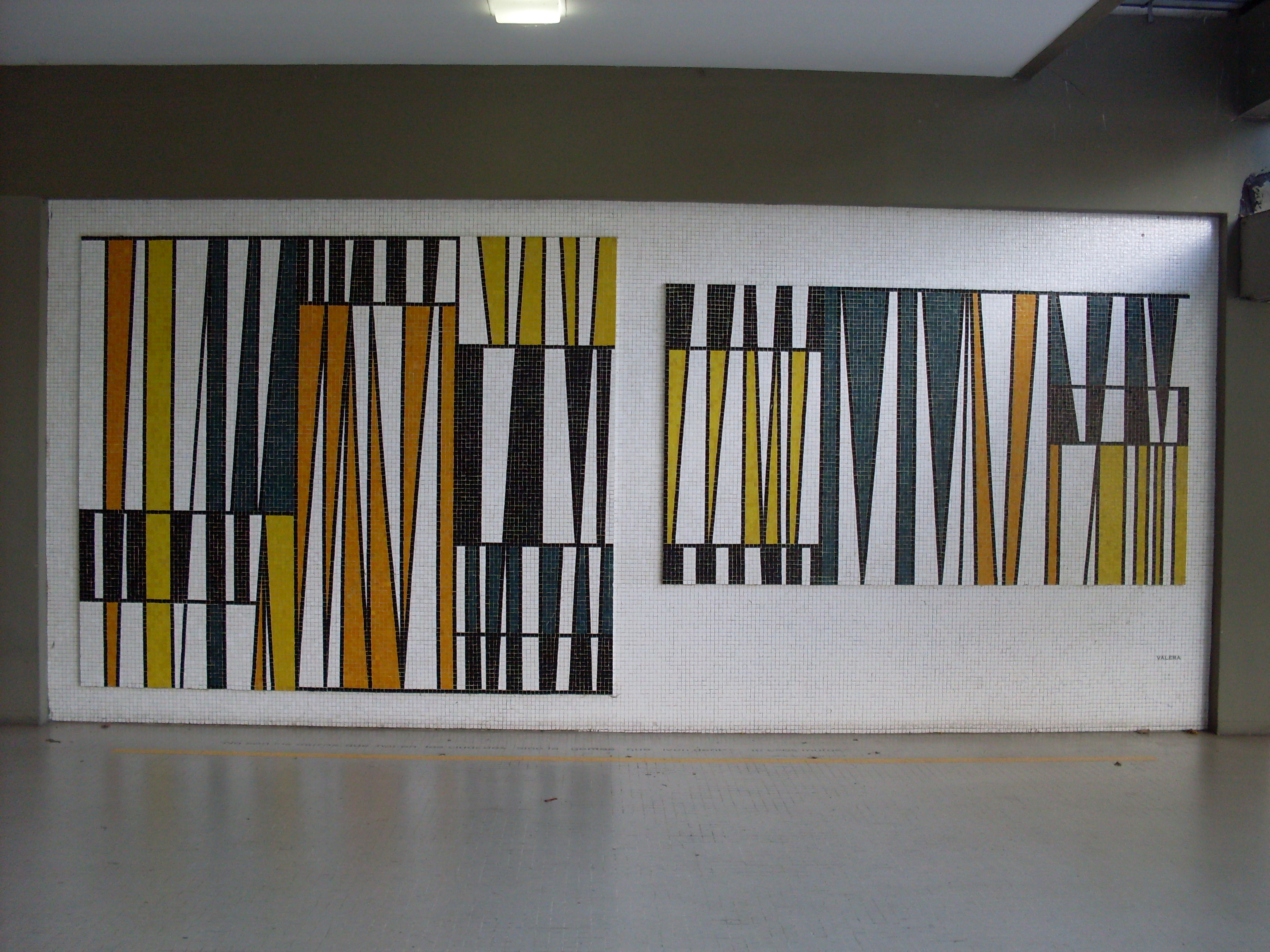
Mural de Víctor Valera Título: Sin título. Año: 1956. Ubicación: Escuela de Psicología, frente a la rampa de acceso a la Escuela de Geografía.
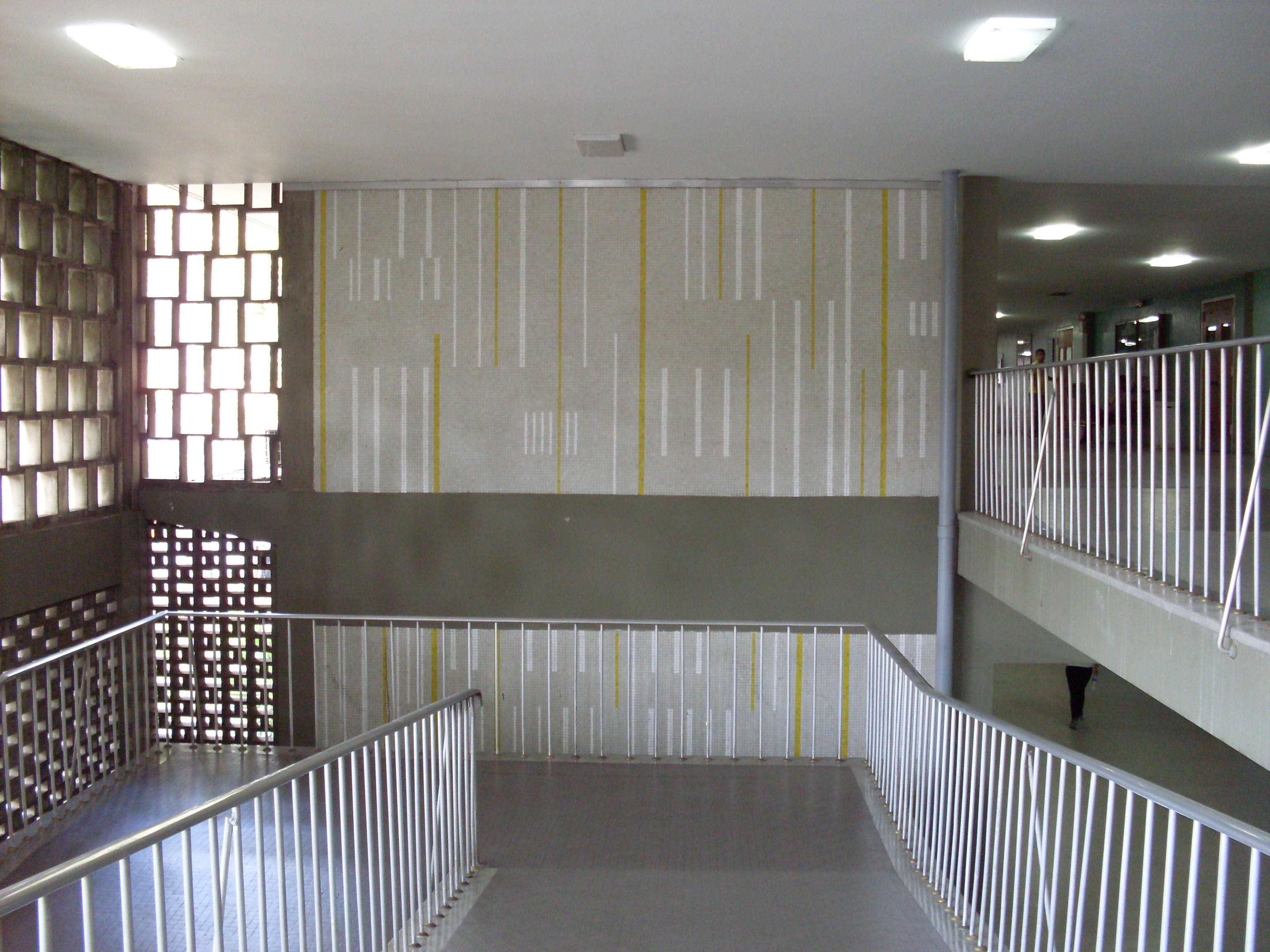
Mural de Víctor Valera Título: Sin título. Año: 1956. Ubicación: Rampa de acceso a la Escuela de Geografía.
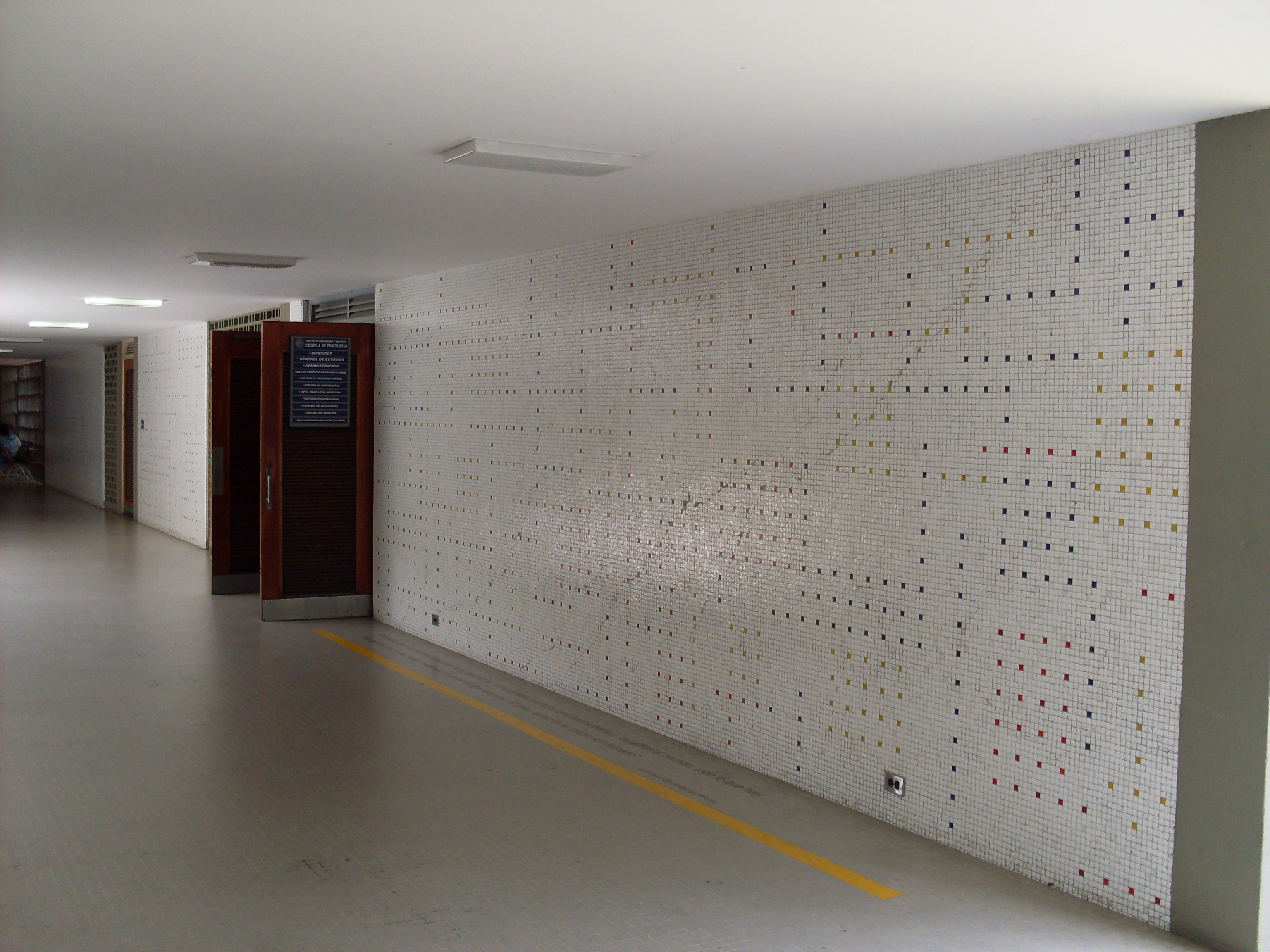
Mural de Victor Valera. Título: Sin título. Año: 1956. Ubicación: Escuela de Psicología, frente a la Biblioteca de Psicología.
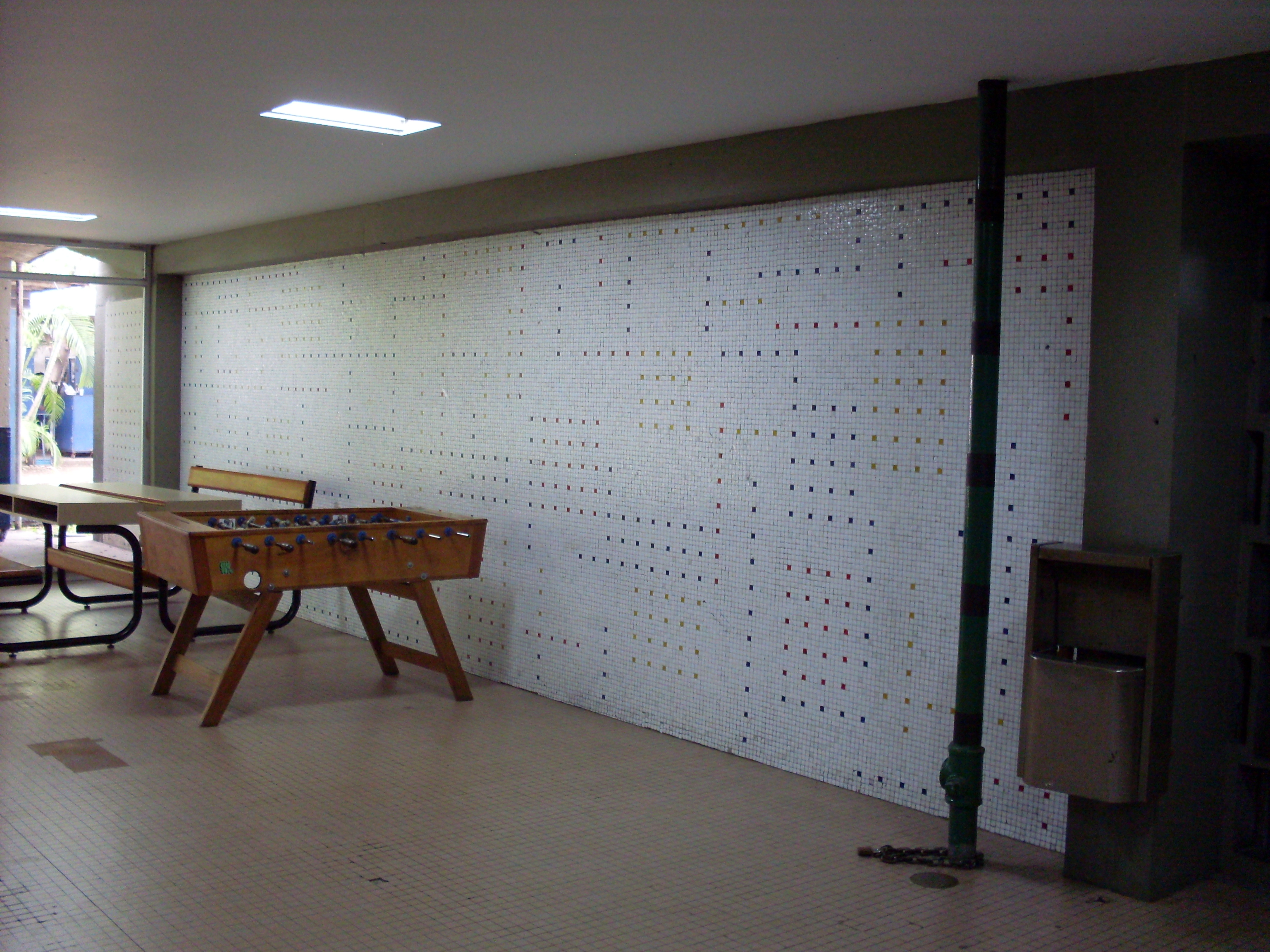
Mural de Victor Valera. Título: Sin título. Año: 1956. Ubicación: Entrada sur (por Ingeniería).
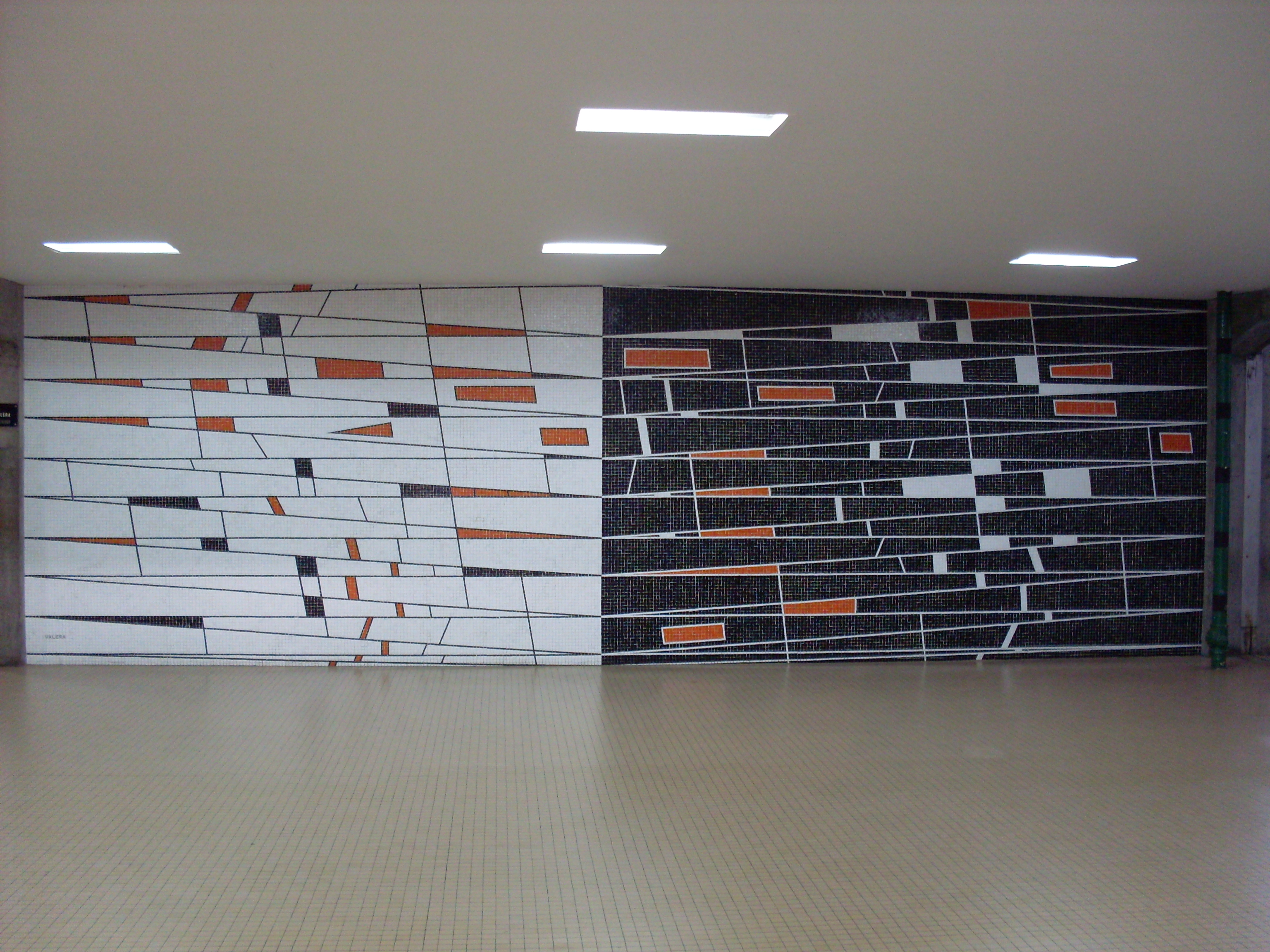
Mural de Víctor Valera Título: Sin título. Año: 1955. Ubicación: Entrada principal (sureste).
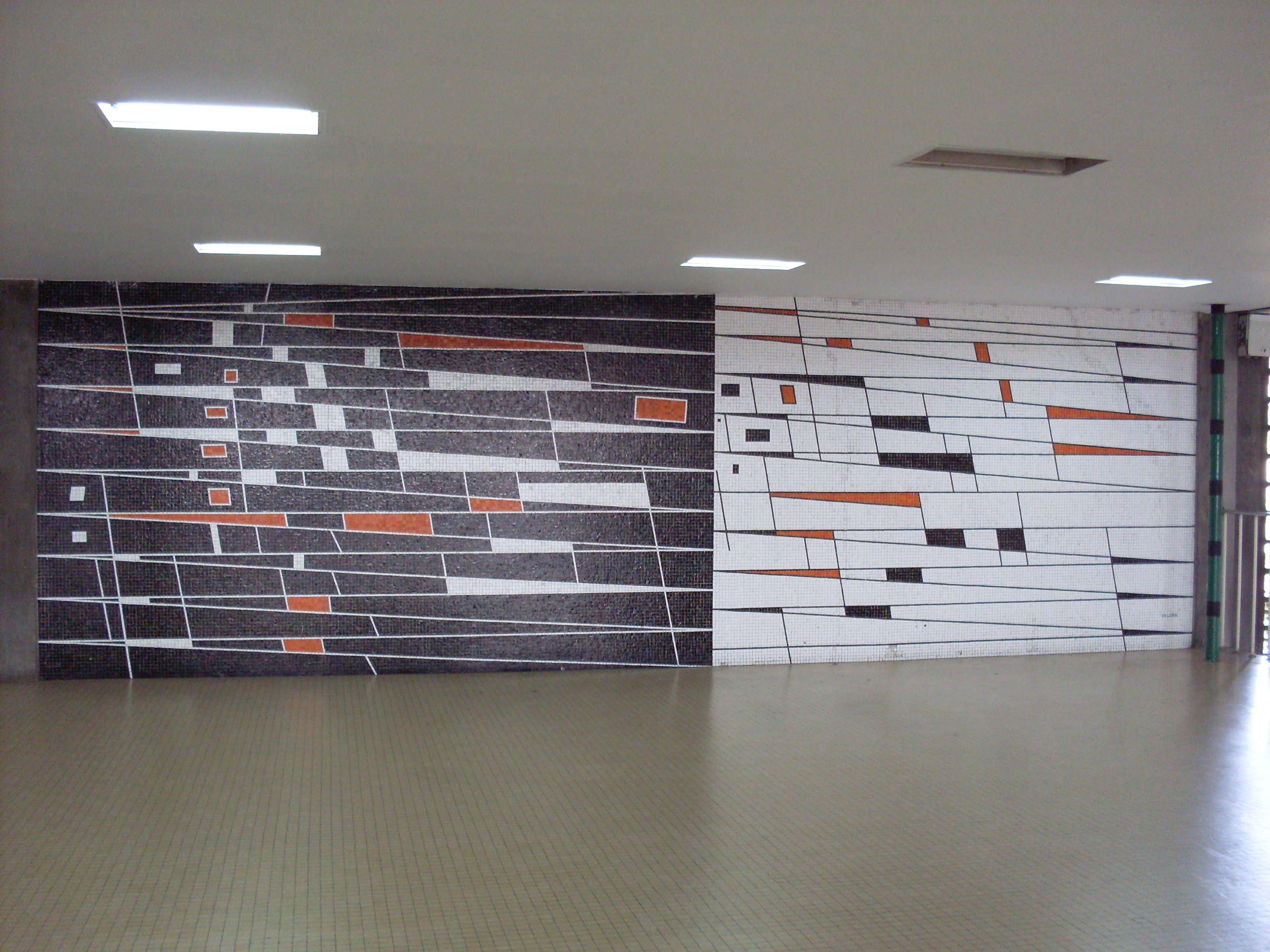
Mural de Víctor Valera Título: Sin título. Año: 1955. Ubicación: Entrada principal, planta alta, subiendo por la rampa.
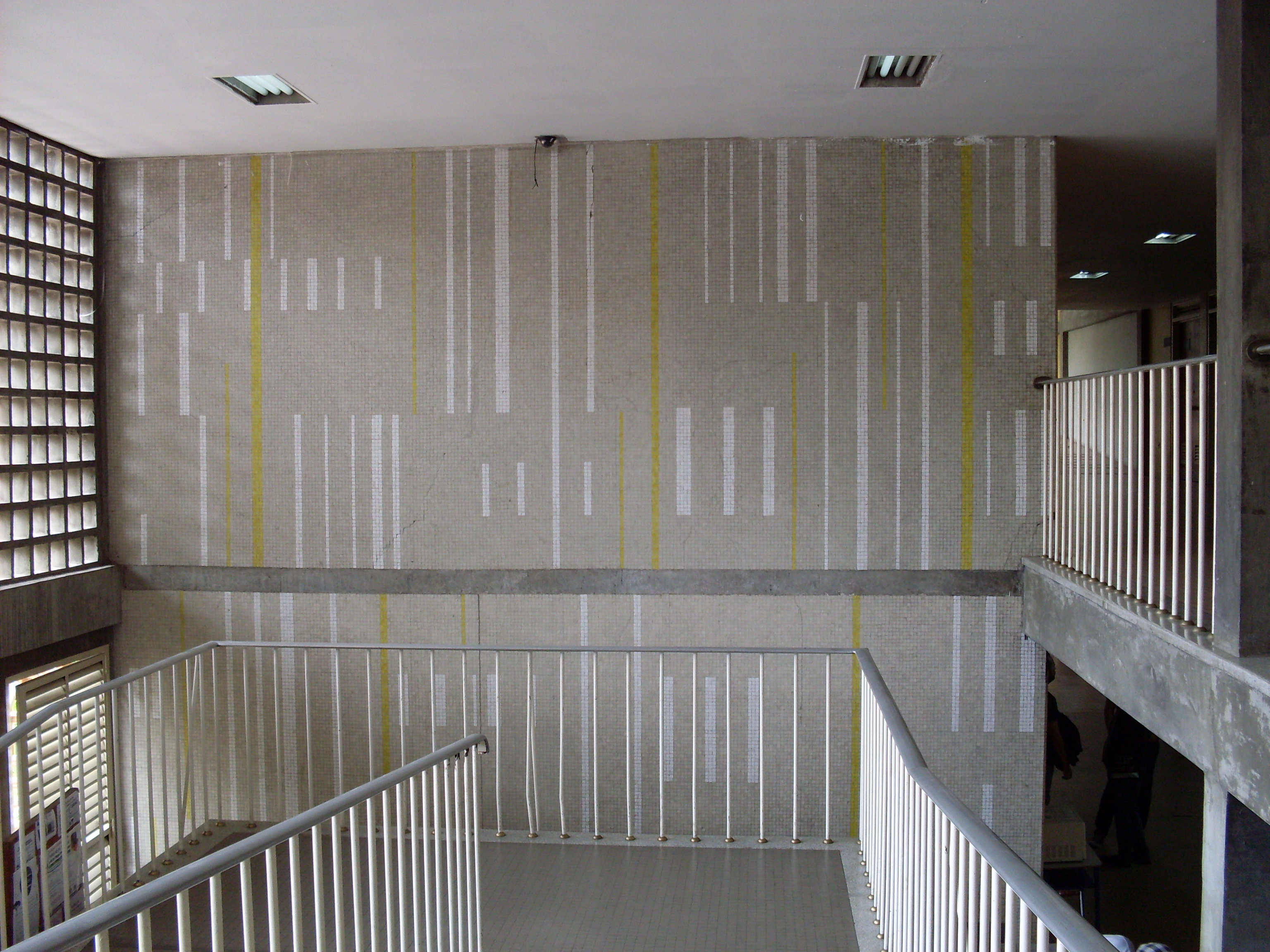
Mural de Victor Valera. Título: Sin título. Año: 1956. Ubicación: Rampa de subida al primer piso.
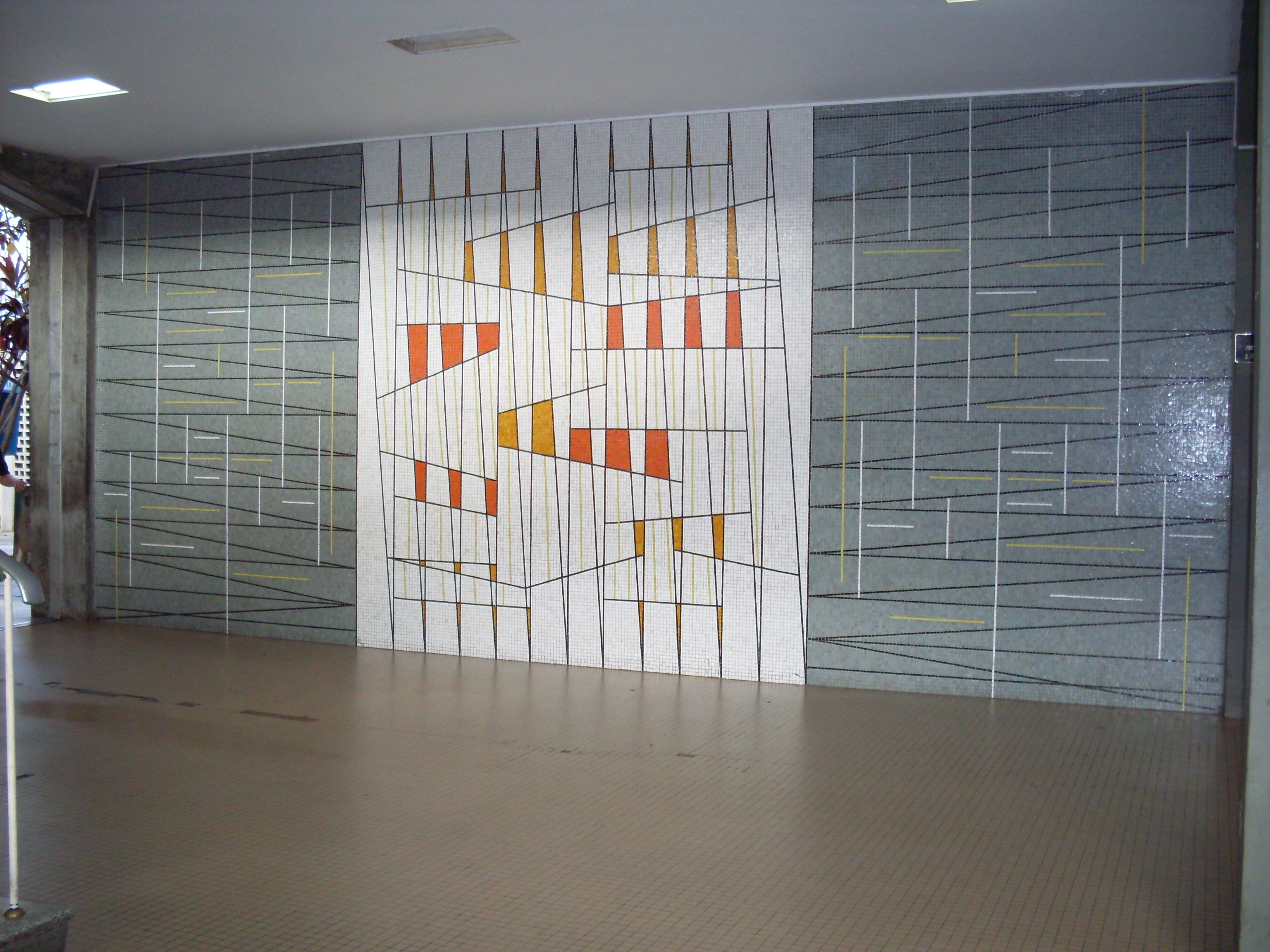
Mural de Víctor Valera Título: Sin título. Año: 1956. Ubicación: Entrada noreste, frente a la escalera.
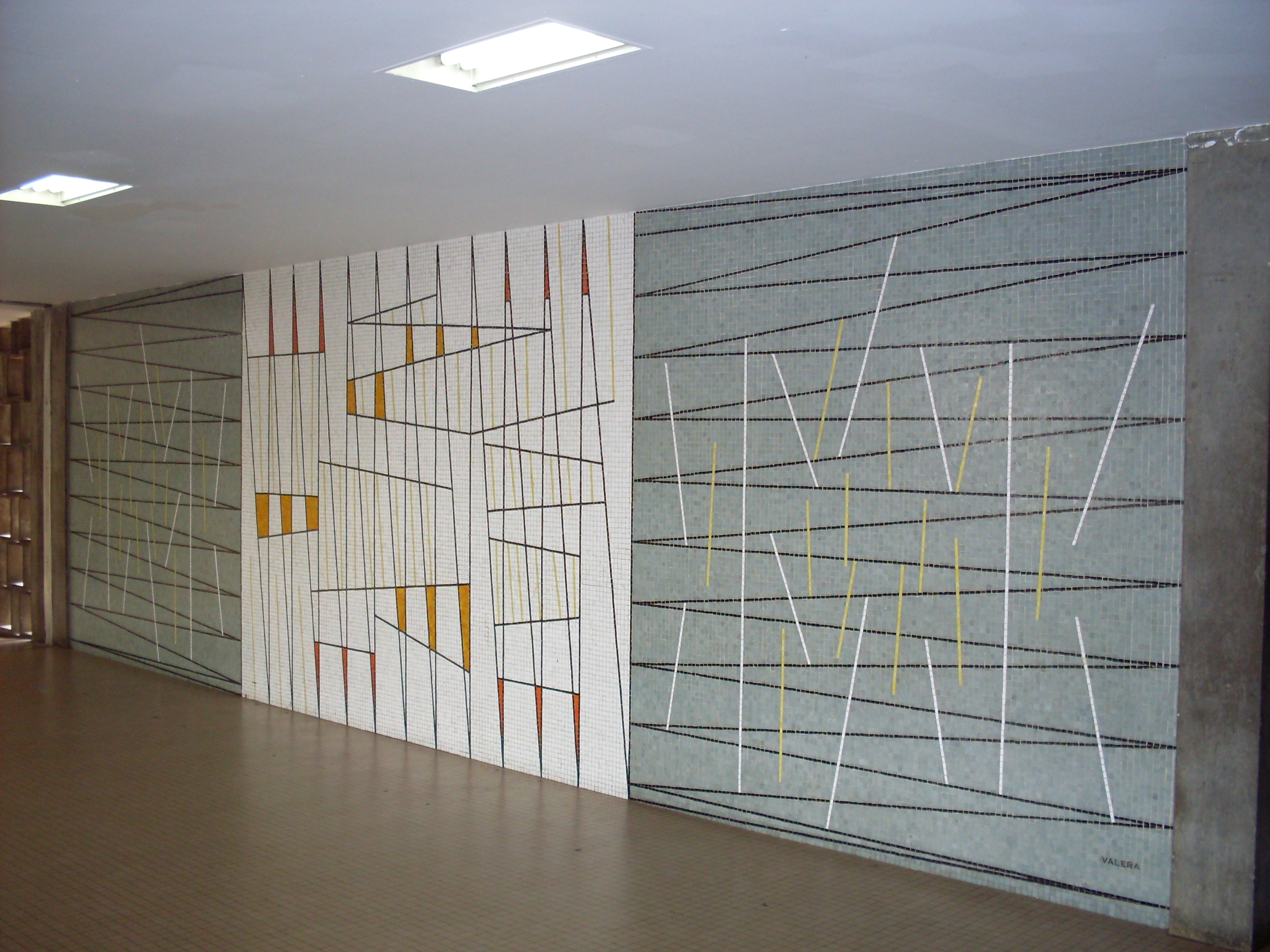
Mural de Víctor Valera Título: Sin título. Año: 1955. Ubicación: Entrada noreste, planta alta, subiendo por la escalera.
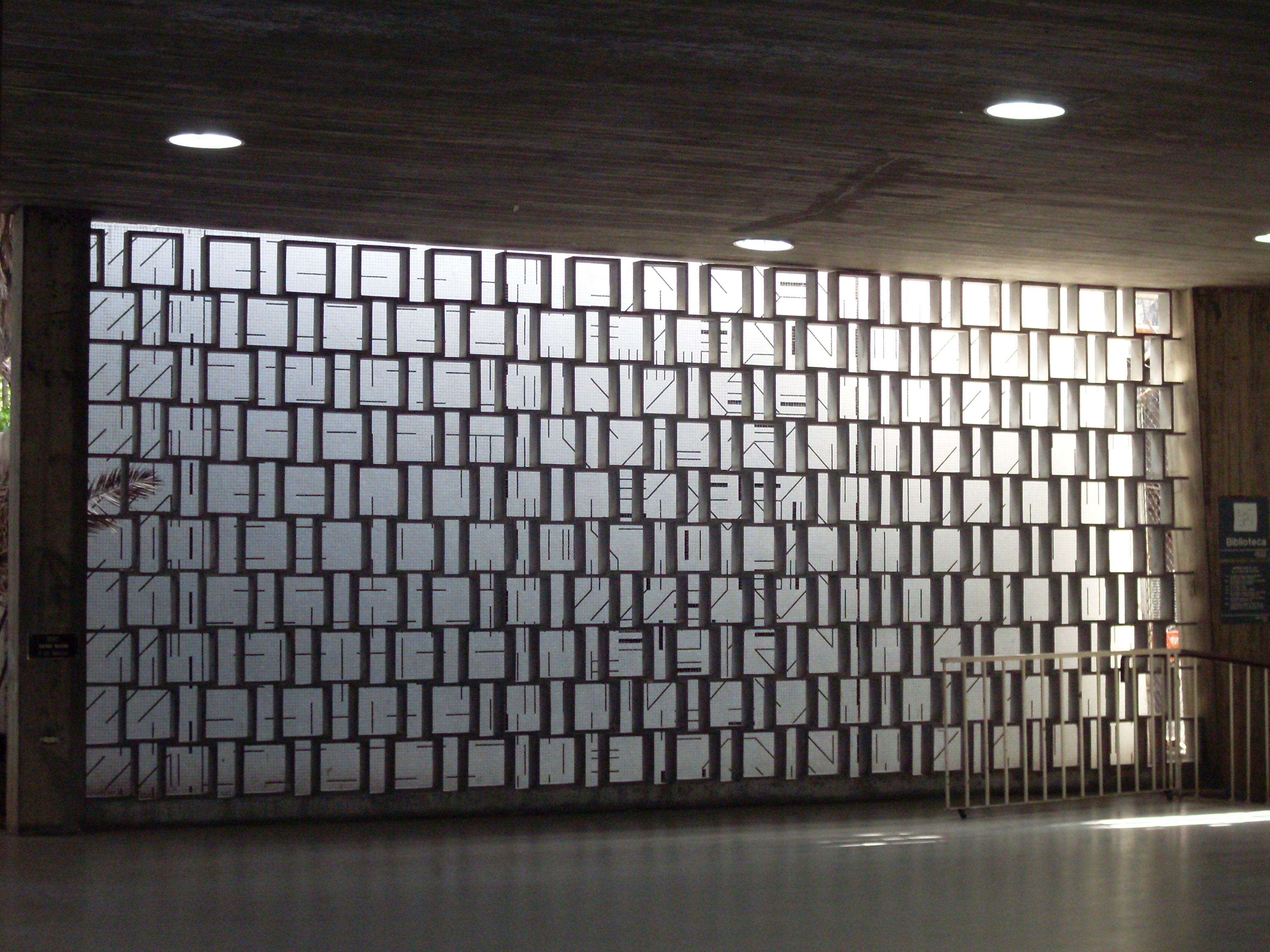
Mural de Víctor Valera Título: Sin título. Año: 1956. Ubicación: Edificio de la Facultad de Arquitectura y Urbanismo. Planta baja, al lado de la rampa de acceso a la Biblioteca.
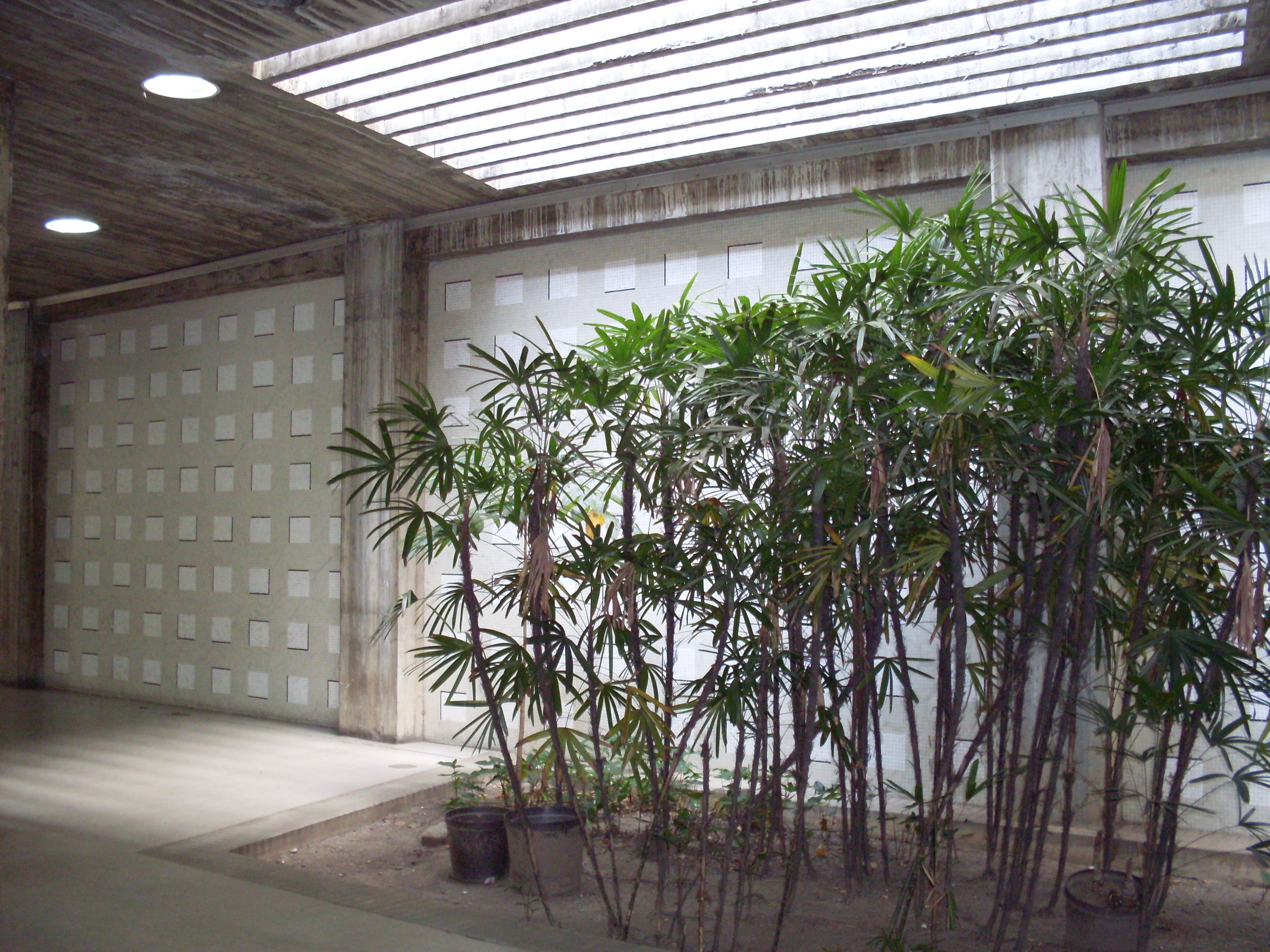
Mural de Víctor Valera Título: Sin título. Año: 1956. Ubicación: Edificio de la Facultad de Arquitectura y Urbanismo. Planta baja, muro que divide el hall de la Biblioteca y el cafetín.
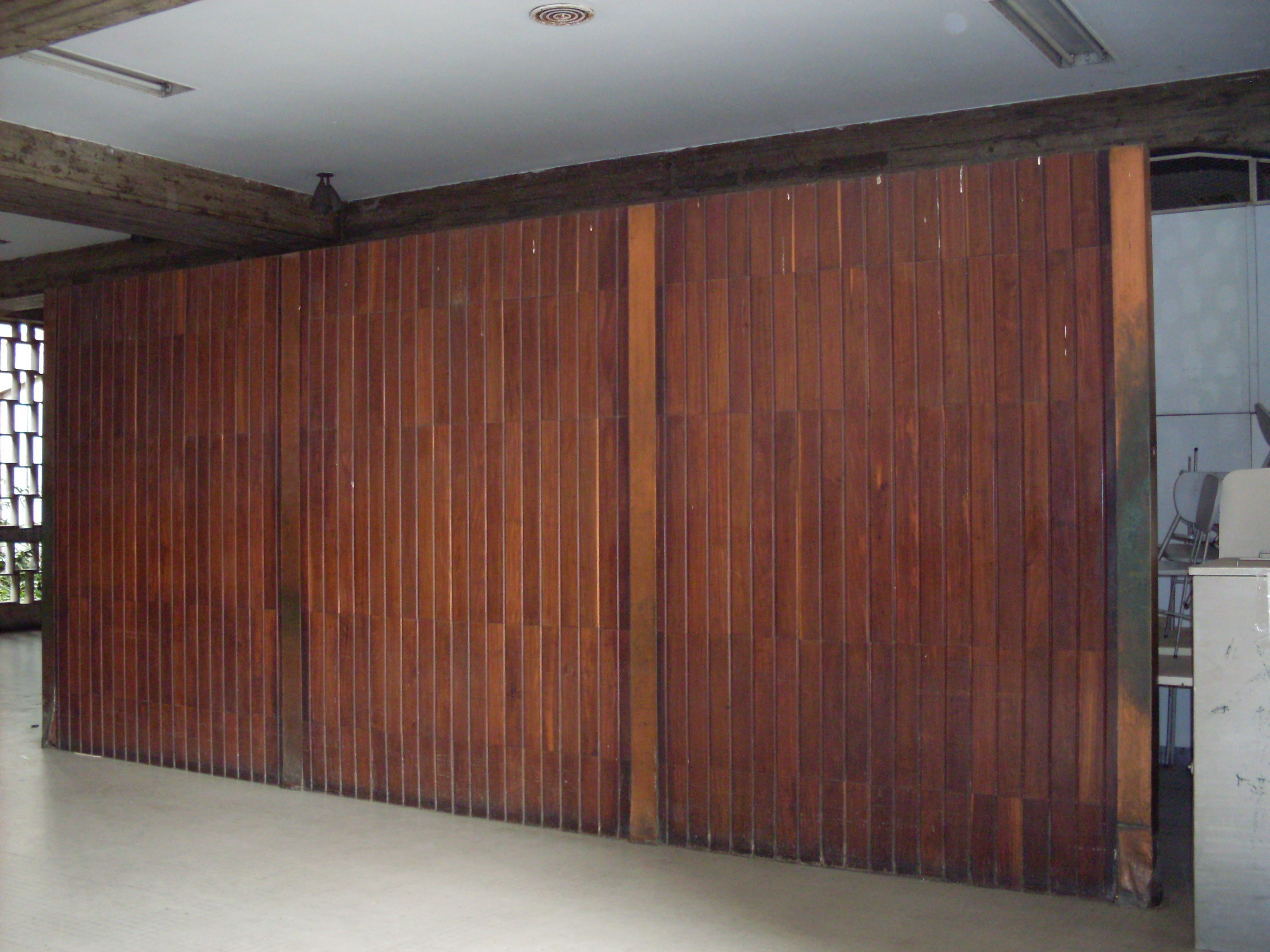
Mural de Víctor Valera Título: Sin título. Año: 1956. Ubicación: Edificio de la Facultad de Arquitectura y Urbanismo. Planta baja, en el cafetín.

## Premios
- 1956: Primer premio del II Salón D'Empaire, Maracaibo, Venezuela.
- 1958: Premio Nacional de Escultura en el XIX Salón Oficial, Caracas, Venezuela.
- 1972: Primer premio del Salón Arturo Michelena, Valencia, Venezuela.
- 1982: Primer premio de la I Bienal Nacional de Escultura, Francisco Narváez, Porlamar, Venezuela.